# Pep Quintana i Riera
Pep Quintana i Riera (Arenys de Mar, 4 de febrer de 1949) és un escriptor i periodista català. Treballa de guia turístic, sobretot al nord d'Àfrica. Des del seu vessant d'activista cultural s'ha especialitzat en la difusió de l'obra de Salvador Espriu a través d'itineraris, per joves i adults, a Arenys de Mar.
L'aparició setmanal com presentador al programa “Teledues” de Televisió Espanyola, entre els anys 1987 i 1992, li va donar una gran popularitat. També va col·laborar a Televisió de Catalunya, amb reportatges de viatges al programa “Temps de Neu” i amb ressenyes literàries a l'espai “De vacances”. L'any 2010, va fer una sèrie de 26 programes de viatges per la Televisió d'Andorra. Va ser un dels personatges escollits pel programa "Terreny Personal" de Televisió de Catalunya per explicar la comarca del Maresme (2012).
Ha combinat la seva activitat literària i la presència als mitjans de comunicació amb la feina continuada de guia turístic arreu de la Mediterrània però d'una manera especial al Marroc. L'any 1987 va impulsar els itineraris, per joves i adults, que es fan a Arenys de Mar sobre l'obra de Salvador Espriu. Va participar en el rodatge de la pel·lícula "Laia"de Lluís Danes on va interpretar el paper d'enterramorts.
Ha publicat nombroses articles sobre cuina i gastronomia i els llibres: "Barques i Fogons"(1992), "El peix a taula" (1998) i “La ratafia dels raiers. Història d'un licor pirinenc” (2011).
El 2014 va participar en el projecte de recuperació de l'editorial Els llibres del Setciències i va publicar el llibre "Ni l'apuntador", un conjunt de contes curts que tenen la mort com a element en comú. El 2015, va ha publicar "Des del balcó de casa", una segona entrega de contes curts de temàtica diversa, amb pròleg d'Agustí Pons i il·lustracions de Jordi Darder.
El 2016 ha publicat "El retorn dels Gegants" amb Ignasi Massaguer i il·lustracions de Mònica Doy. Aquest títol clou la trilogia dedicada a les aventures dels Gegants d'Arenys, als quals no cita explícitament, i que va començar amb el "Conte de Gegants" (1997) i va seguir amb "Odissea de Gegants" (2001).

## Llibres publicats
- Tres-cents setanta-dos quilòmetres culturals (1985), amb pròleg de Joan Oliver “Pere Quart”, (La Pobla de Segur: Història i Cultura del Pallars. ISBN 84-398-4402-6)
- Barques i Fogons (del Llobregat a la Tordera) (1992) coautor amb Miquel Sen i Rafael Vallbona (Edicions El Mèdol. Col·lecció L'Agulla. ISBN 84-86542-51-0)
- Conte de Gegants (1997) (Els Llibres del Set-ciències. ISBN 84-605-6132-1)
- El peix a taula (1998) (Els Llibres del Set-ciències. ISBN 84-923750-1-9)
- Odissea de Gegants (2001) (Els Llibres del Set-ciències. ISBN 978-84-95526-06-9)
- En vermelló i en Llargarut (2003) (ADF Alt MAresme. ISBN 978-84-607-8045-8)
- La ratafia dels raiers. Història d'un licor pirinenc (2011) (Garsineu edicions. ISBN 978-84-96779-77-8)
- Ni l'apuntador (2014) (Els llibres del Setciències. ISBN 978-84-95526-21-2)
- Des del balcó de casa (2015) (Crea't edicions. ISBN 978-84-942772-5-2)
- El retorn dels Gegants (2016) (Els llibres del Setciències. ISBN 978-84-95526-22-9)
- Vins de memòria (2018) (VIBOP Edicions, ALELLA. ISBN 978-84-948299-3-2)
- D'aixó i dalló (2019) (Garsineu Edicions. Tremp, ISBN 978-84-949119-6-5)
- 19 contes covid 19 (2022) (Crea't edicions. ISBN 978-84-123634-2-5)

## Televisió
- TVE Catalunya (1987-1992): Itineraris d'en Pep Quintana al Teledues[1]
- TV3, programa: De Vacances i Temps de Neu.
- Televisió d'Andorra (2010): 26 reportatges de viatges[2]
- TV3, programa: "Terreny Personal"[3]